# Ochsenfurt
Ochsenfurt est une ville de l'arrondissement de Wurtzbourg en Basse-Franconie, située à l'extrémité sud du Triangle du Main. La vieille ville historique est une forteresse médiévale en grande partie conservée avec sa muraille et ses nombreuses tours et portes. Dans le centre, on peut voir un grand nombre de vieilles maisons à colombages et d'auberges ornées de statuettes ou d'enseignes en fer forgé.

## Géographie

Ochsenfurt dans l'arrondissement de Wurtzburg

Ochsenfurt est situé à l'extrémité sud du Triangle du Main (Maindreieck) dans l'arrondissement de Wurtzbourg en Basse Franconie entre Wurtzbourg et Kitzingen. La ville est traversée par le Main et plusieurs autres petits cours d'eau tel que le Thierbach. La ville est entourée de vignobles et est située dans l'Ochsenfurter Gau.

## Toponymie

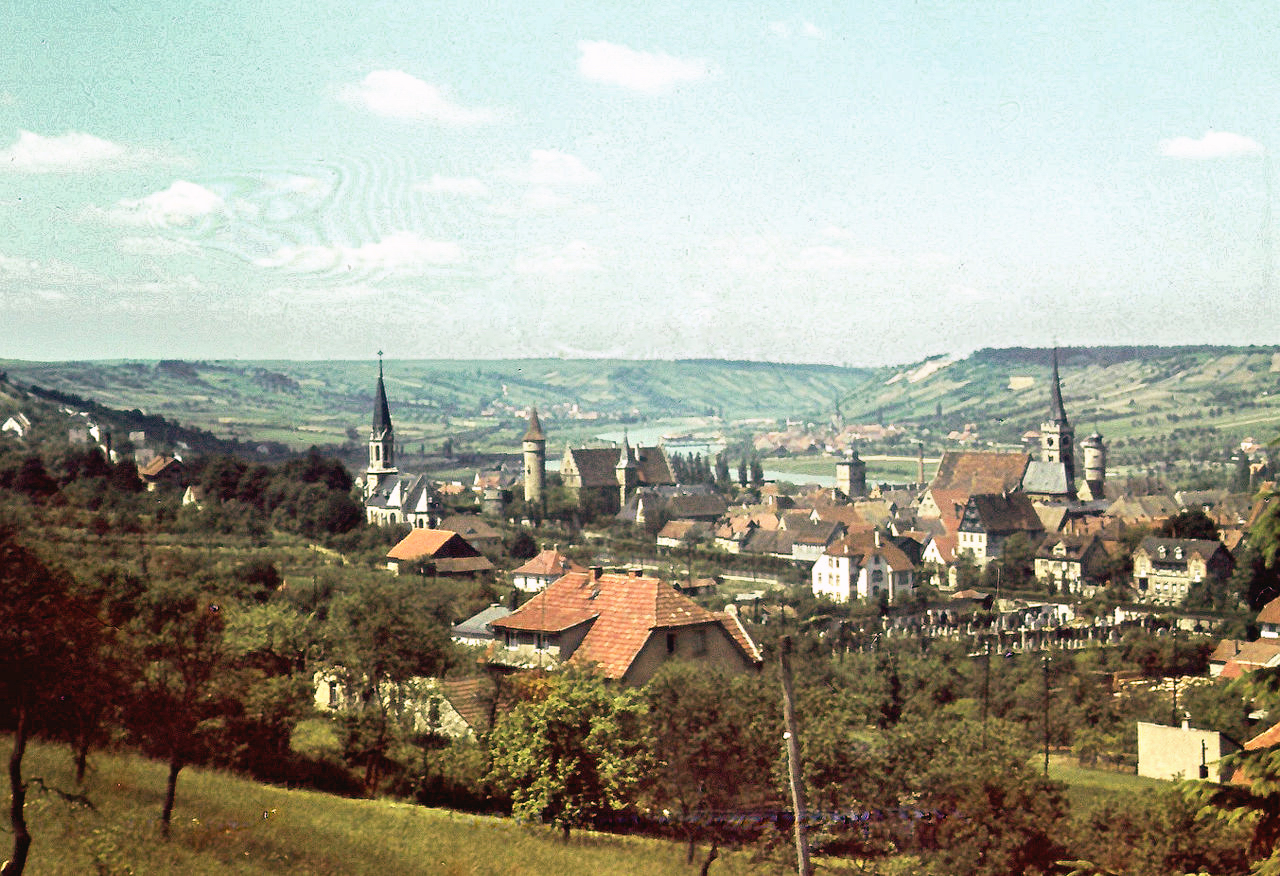
Ochsenfurt (milieu du XXe siècle)

Le Bœuf (Ochs en allemand) était autrefois un animal domestique avec qui il était possible de franchir un gué (Furt en allemand). De nombreux toponymes ont la même signification, tels qu'Oxford en Angleterre et le Bosphore en Turquie.

## Histoire

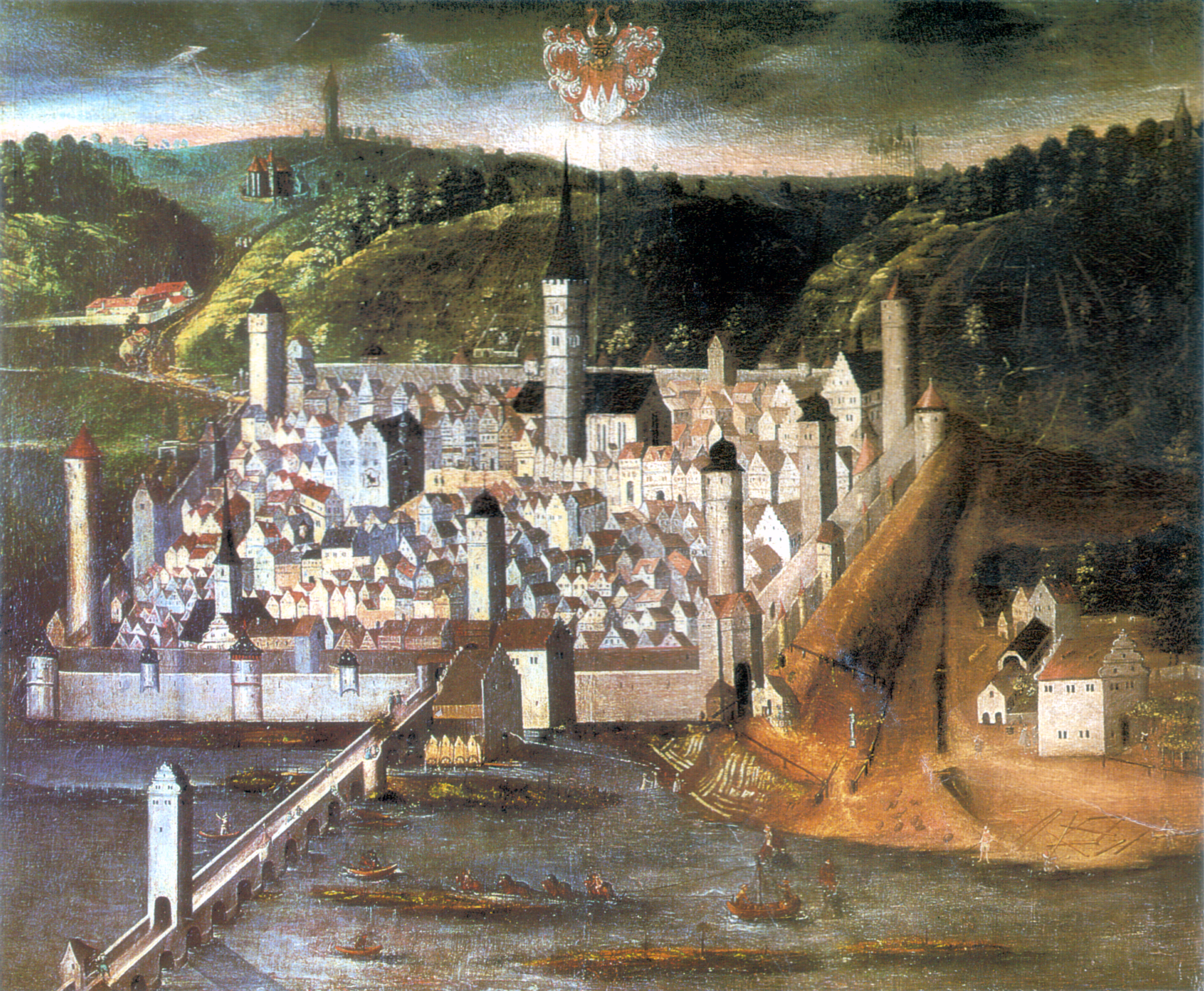
Ochsenfurt (1623)

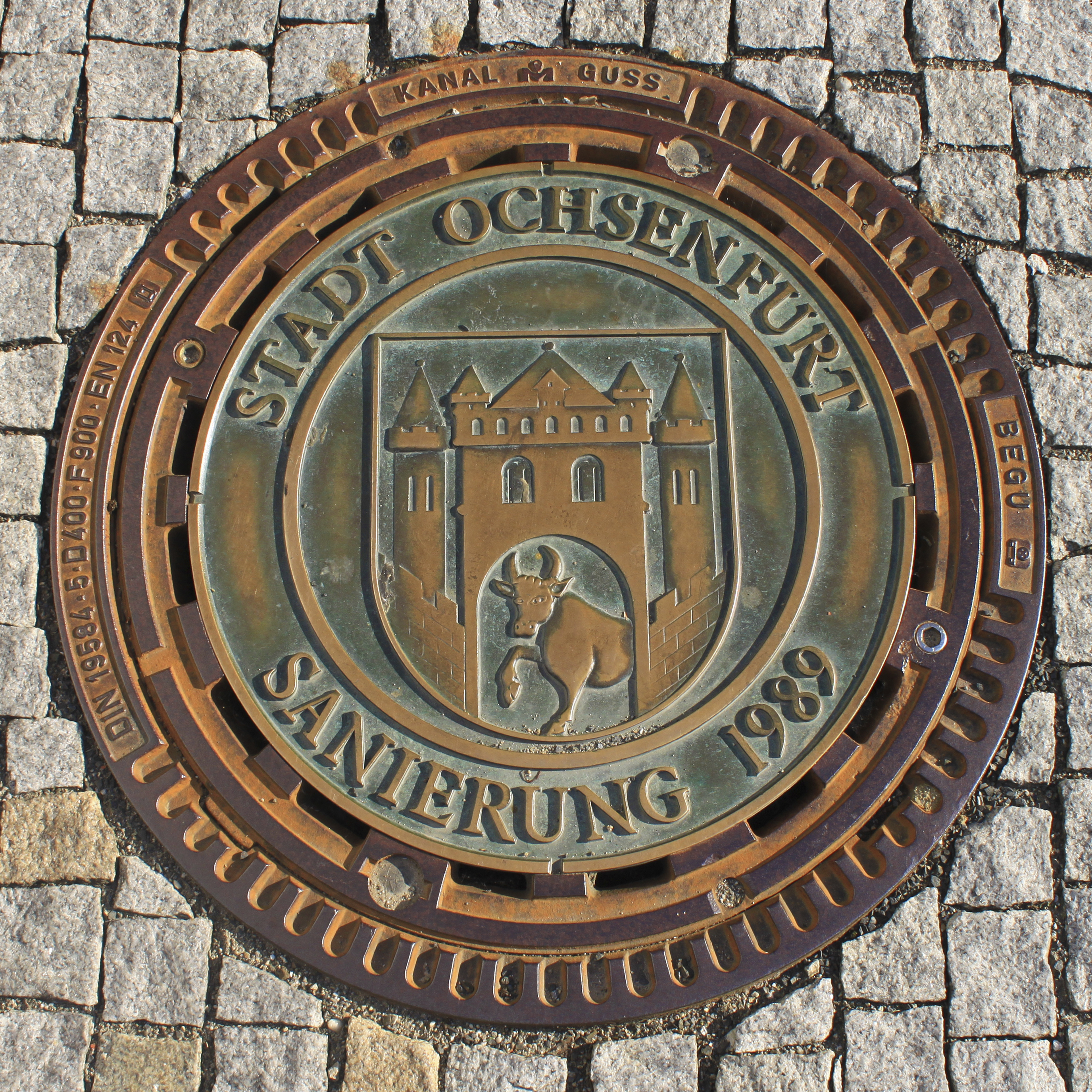
Plaque d'égout avec le blason d'Ochsenfurt

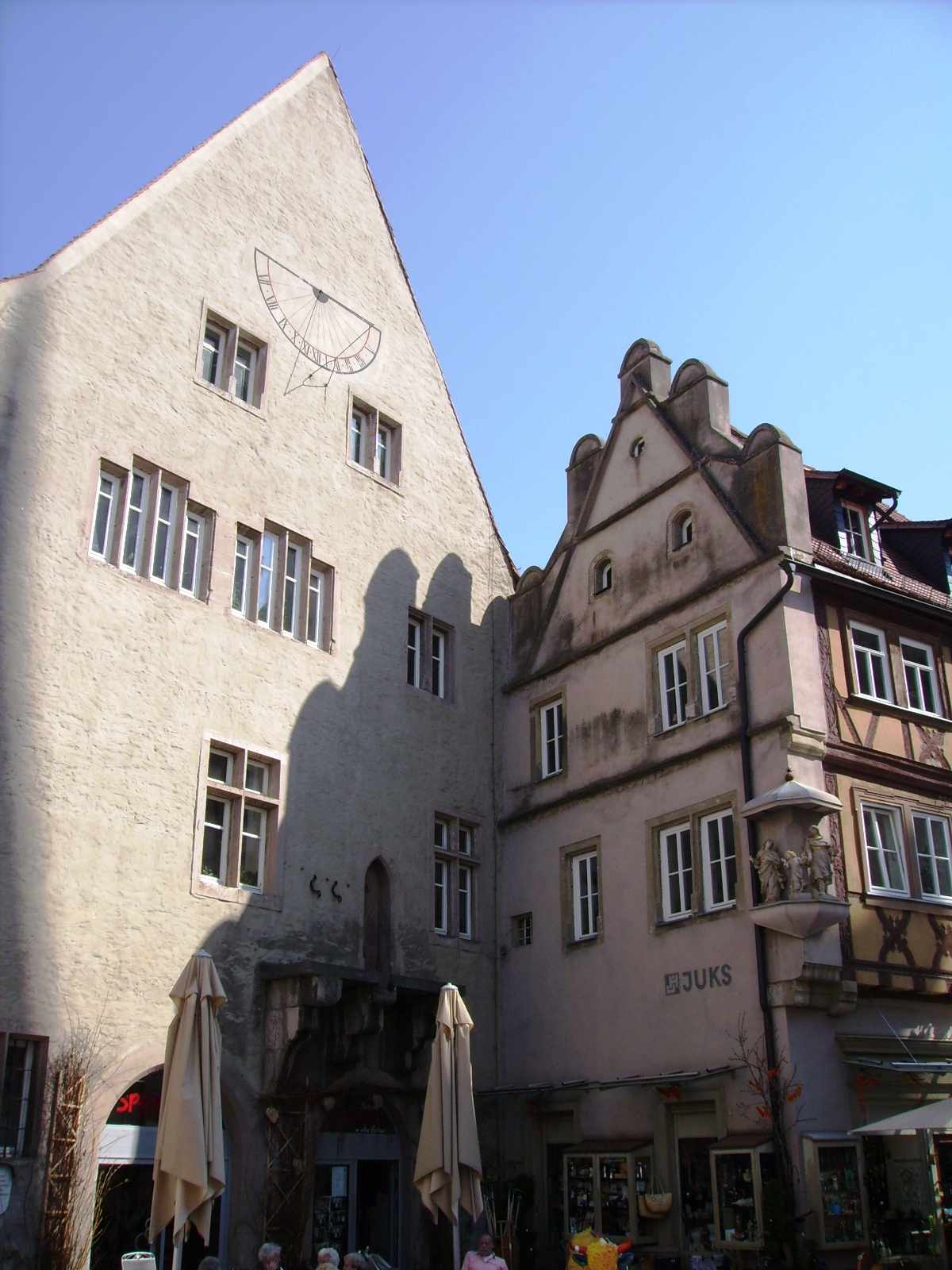
Ancien Hôtel de Ville avec pilori

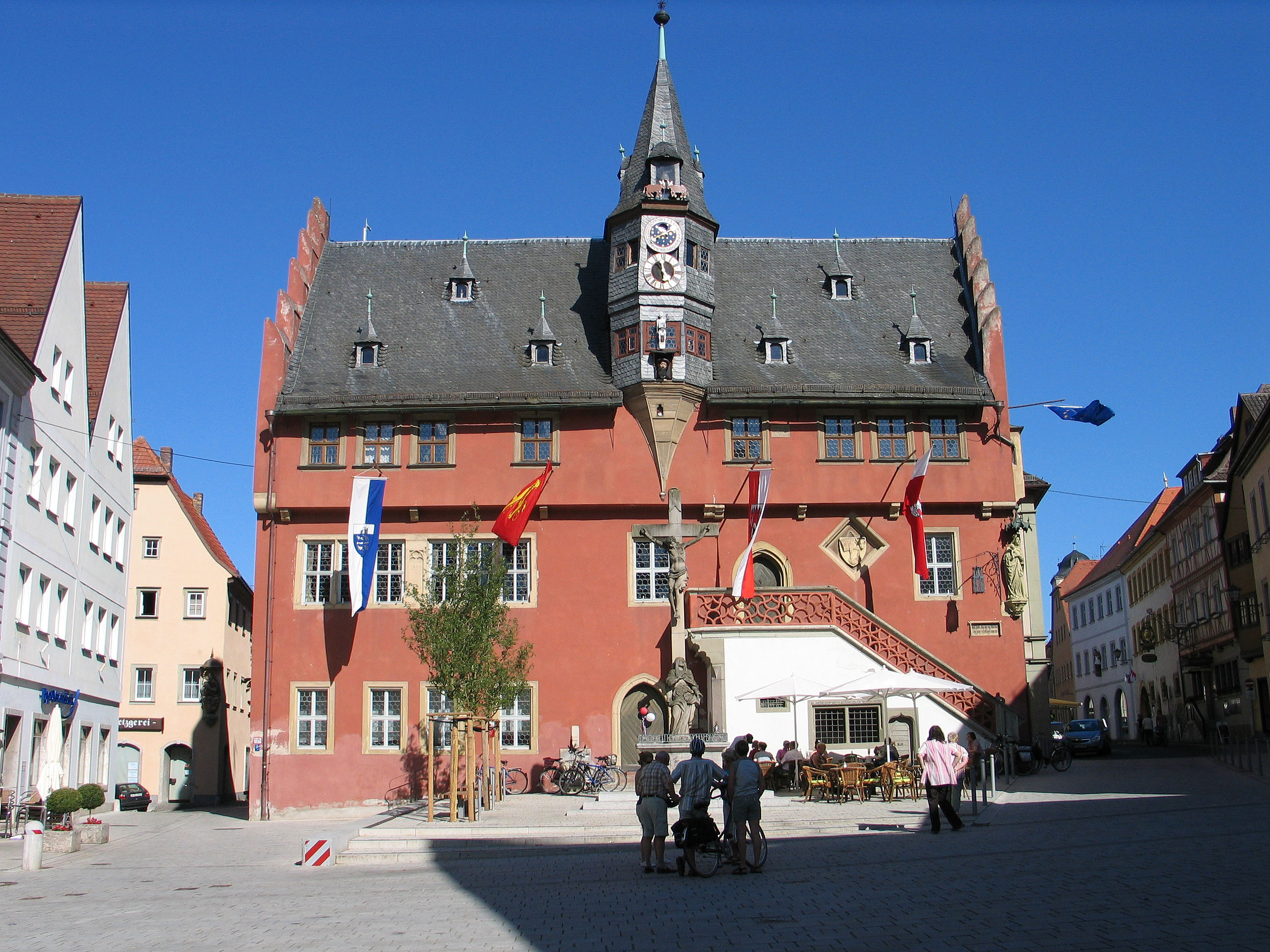
Nouvel Hôtel de Ville avec son horloge lunaire

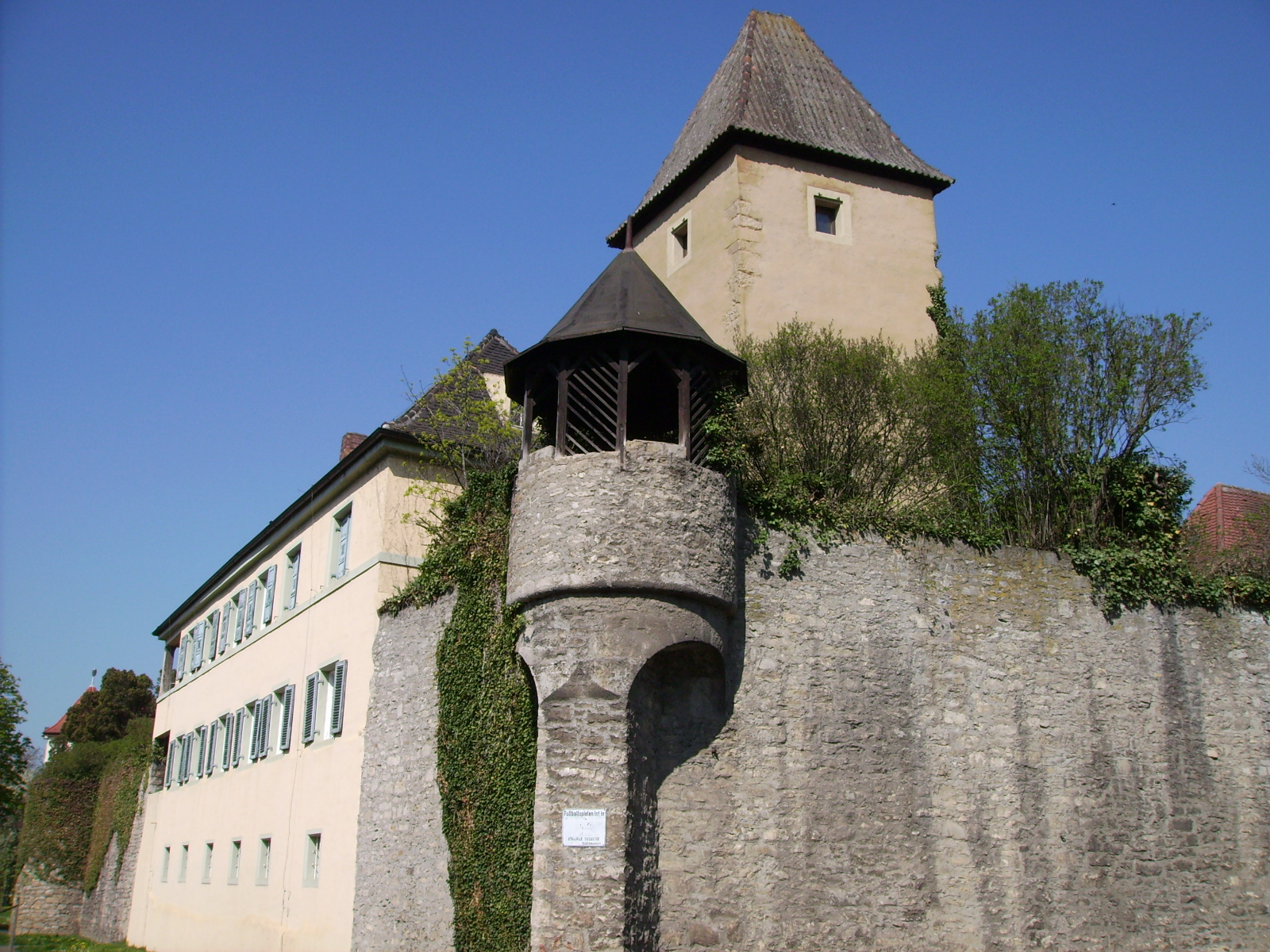
Le Pulverturm

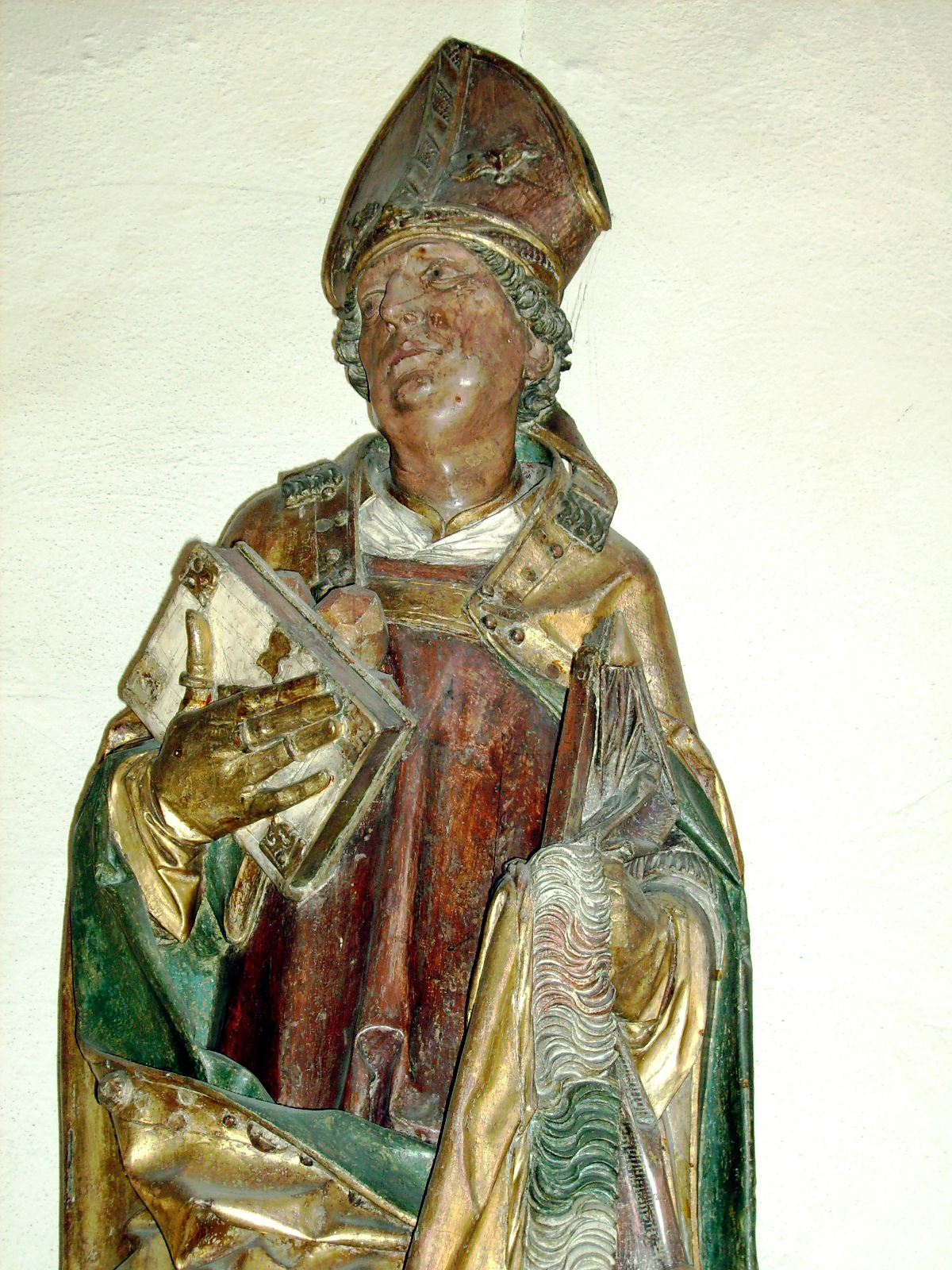
Saint Nicolas de Riemenschneider dans l'église paroissiale

La première mention écrite d'Ochsenfurt date de 725, lorsque pour le compte de Boniface de Mayence un monastère est érigé dans la ville dans lequel, entre autres, Thècle de Kitzingen sera abbesse. Il est possible que jusqu'au XIe siècle, se soit trouvé à Ochsenfurt une cour royale, c'est-à-dire un palais servant occasionnellement de résidence royale. Les murs et les tours de la ville datent du XIVe siècle. C'est depuis cette époque que la ville fait partie de l'évêché de Wurtzbourg. Ce n'est qu'avec la construction du pont en 1512 qu'Ochsenfurt acquiert une importance économique. Le nouvel hôtel de ville est achevé en 1497. L'église St-Andreas est consacrée en 1288.
En 1806, Ochsenfurt entre dans le Grand-duché de Wurtzbourg, et, en 1813 la ville est rattachée au royaume de Bavière.
En 1945, Ochsenfurt est occupée par les Américains. Le pont du Main est détruit pendant la Seconde Guerre mondiale mais la vieille ville est épargnée.
En 1972, l'arrondissement d'Ochsenfurt (plaques d'immatriculation OCH) est dissous. Dès lors, la ville appartient à l'arrondissement de Wurtzbourg.

## Galerie

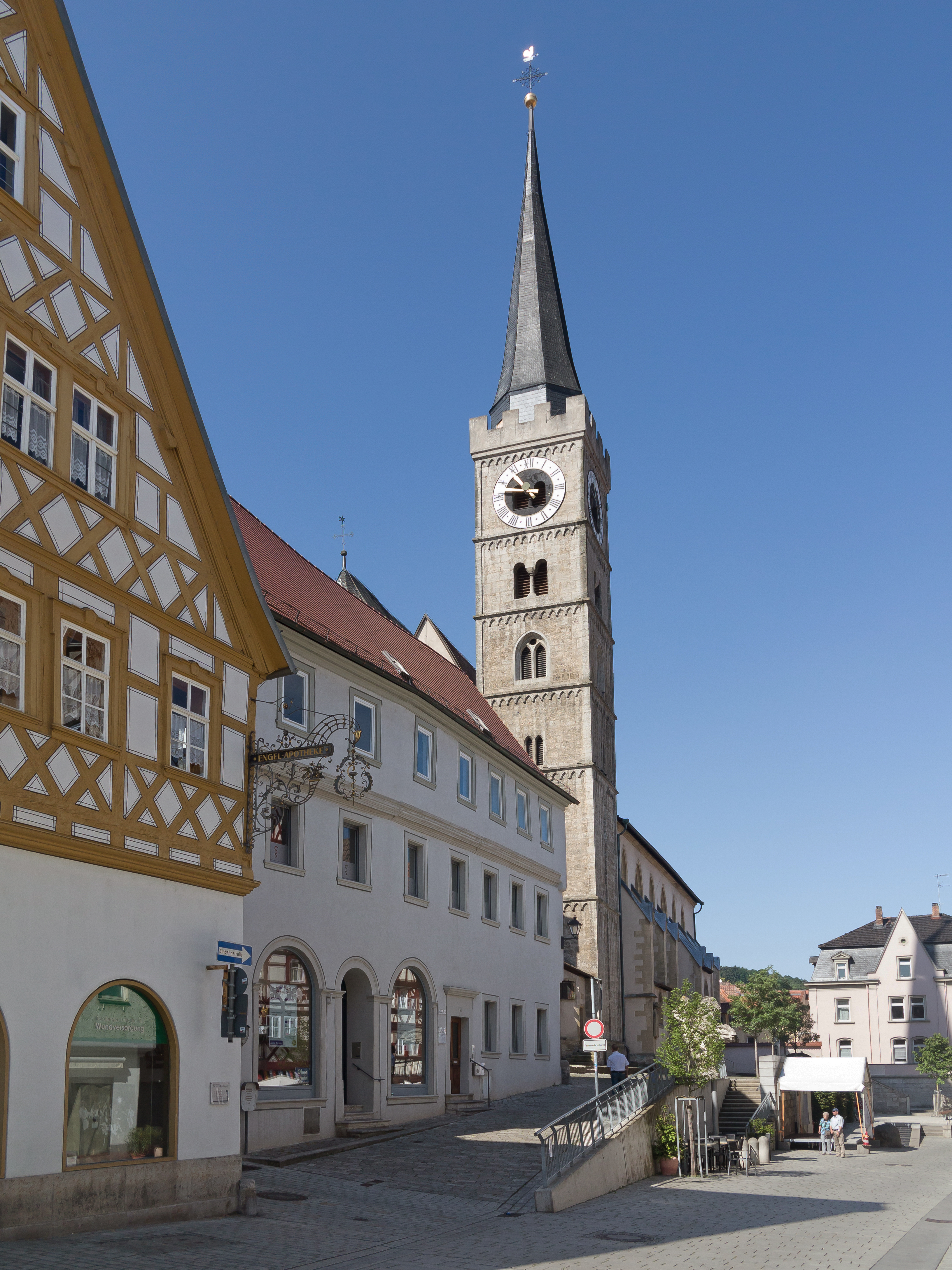
L'église catholique: Pfarrkirche Sankt Andreas
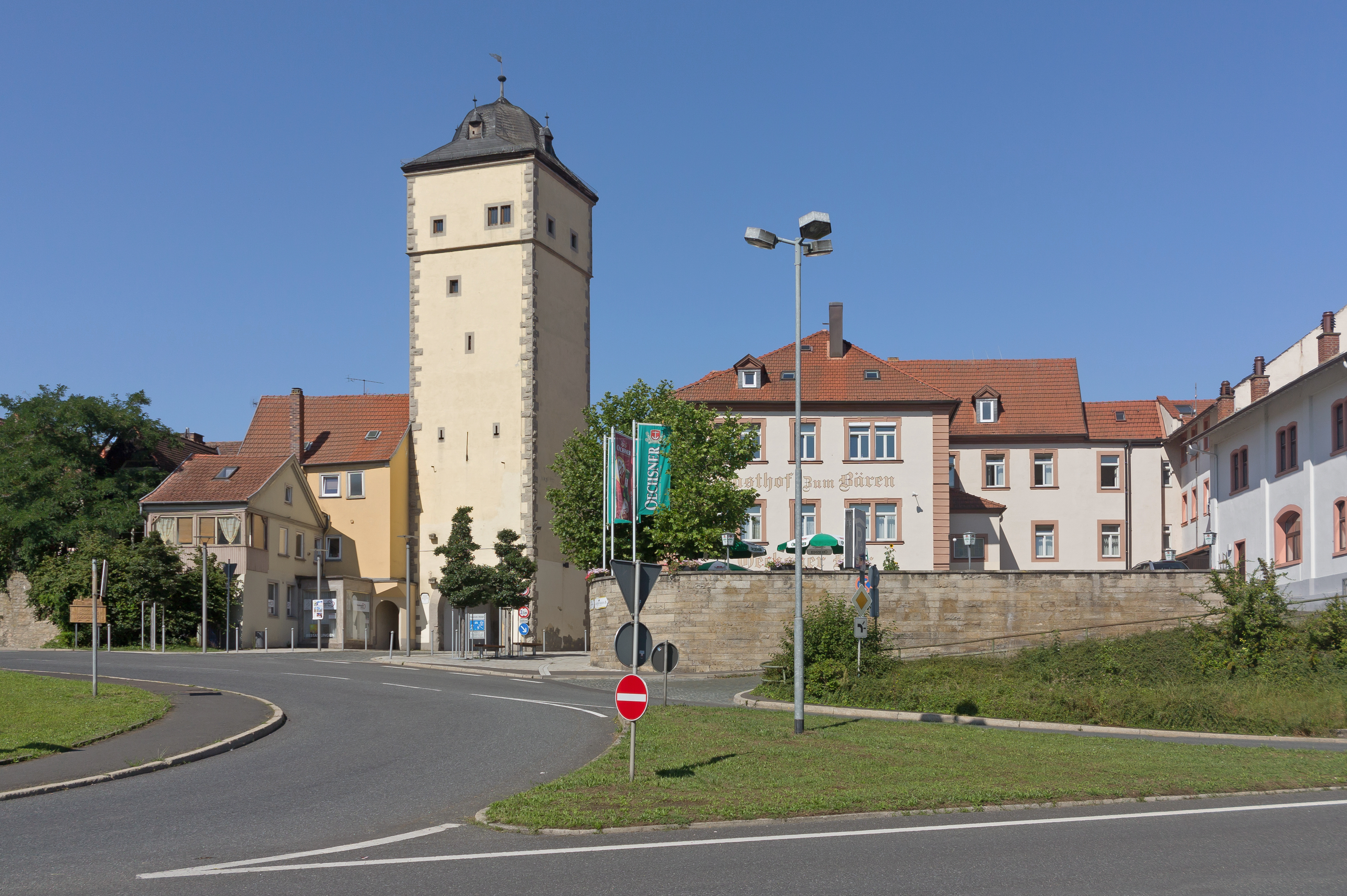
Porte: Oberes Tor
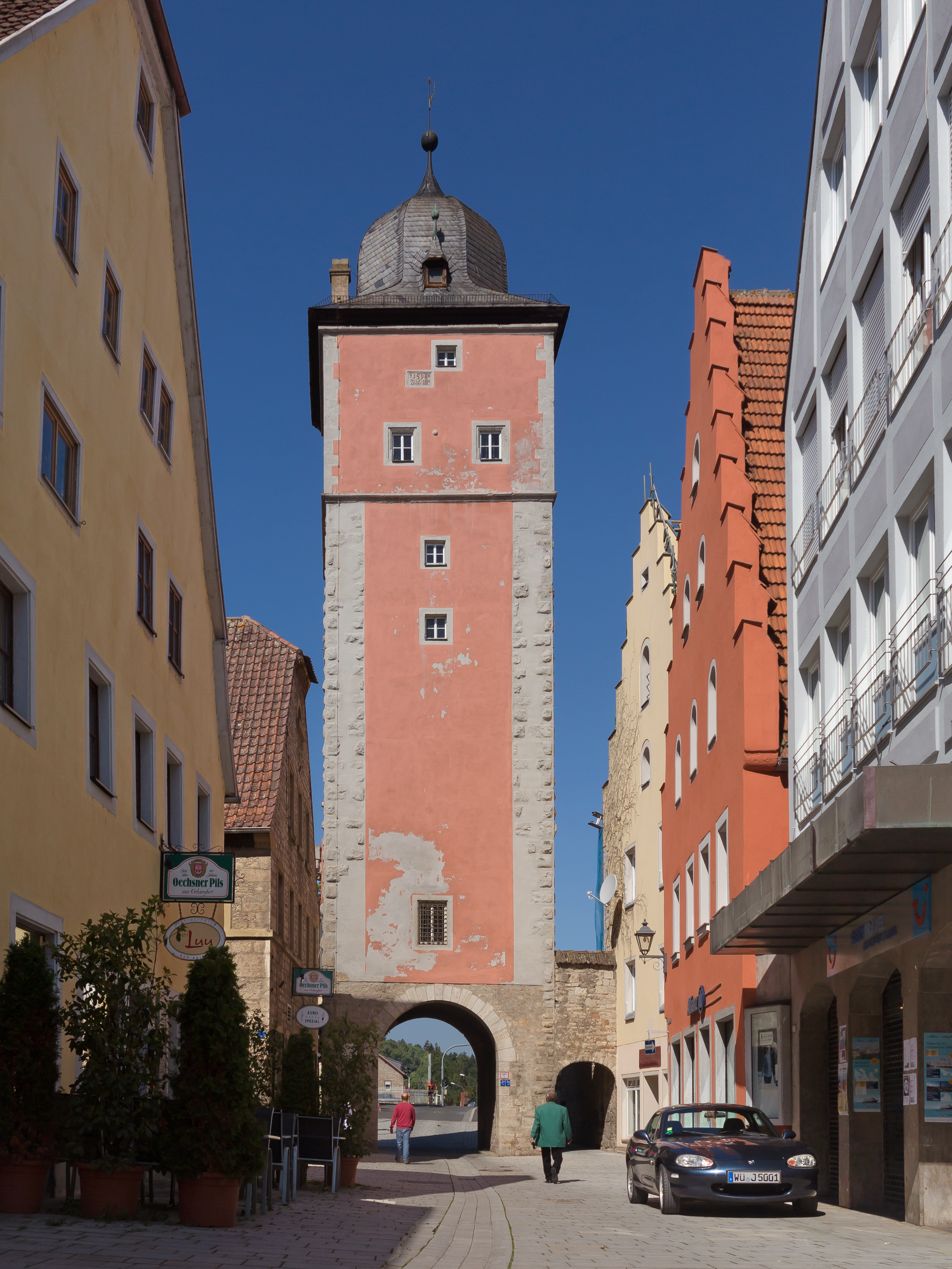
Porte: Klingentor

## Économie

### Transport
Ochsenfurt se situe sur la ligne de Treuchtlingen à Wurtzbourg. Sur cette ligne circulent des Regionalbahn qui desservent la gare à raison d'au moins un train par heure et par direction. La Gaubahn qui relie Ochsenfurt à Röttingen en passant par Gaukönishofen a été depuis fermée et démantelée dans les années 1990. Ochsenfurt est desservi par plusieurs lignes de bus qui desservent principalement le sud d'arrondissement de Wurtzbourg.
Avec sa proximité avec les autoroutes A 7 et A 3, Ochsenfurt est relié à un grand axe routier nord-sud et un grand axe est-ouest. L'échangeur de l'A7 le plus proche est situé à 8 km à Marktbreit, celui de l'A3, a environ 12 km au nord, à Eibelstadt. Ochsenfurt est aussi traversé par la Bundesstraße 13

### Les entreprises locales
- Südzucker AG exploite à Ochsenfurt la 3e usine sucrière d'Allemagne. Quelque 6200 agriculteurs de la région avoisinante fournissent chaque année à compter de la mi-septembre jusqu'au début janvier, environ 1,5 million de tonnes de betteraves à sucre (situation en janvier 2010).
- Herrhammer, le plus grand producteur mondial de machine pour la fabrication industrielle de bougies, et la société d'ingénierie Kinkele ont leurs sièges sociaux dans l'ortsteil Hohestadt.
- Siège de la société Kindermann.

## Jumelage
- Coutances (France) depuis le 18 juin 1983
- Wimborne (Royaume-Uni) depuis le 12 novembre 1989
- Colditz (Allemagne) depuis le 3 octobre 1990
- Zábřeh (Tchéquie)
- Ropczyce (Pologne)

## Stadtgliederung

### Darstadt
La partie occidentale de la ville, Darstadt (203 habitants), est traversée par le Schafbach et appartient depuis le 1er janvier 1972 à la ville.

### Erlach
Erlach est le quartier nord de Ochsenfurt et appartient depuis le 1er juillet 1972 à la ville.

### Goßmannsdorf
Goßmannsdorf est situé à l'ouest d'Ochsenfurt et possède une gare sur la ligne de chemin de fer. Depuis le 1er juillet 1972, le village est un quartier d'Ochsenfurt. Goßmannsdorf compte environ 1 100 habitants.

### Hohestadt
Hohestadt (environ 850 habitants) est située au sud-ouest sur une colline. Le 1er juillet 1971, Hohestadt a été l'un des premiers villages à être incorporés à Ochsenfurt.

### Hopferstadt
Hopferstadt est le quartier le plus  au sud d'Ochsenfurt et compte environ 650 habitants. Il est le dernier village incorporé à Ochsenfurt, le 1er mai 1978.

### Kleinochsenfurt
Jusqu'au XIIIe siècle Kleinochsenfurt n'était clairement séparé d'Ochsenfurt. Kleinochsenfurt a été incorporé à Ochsenfurt le 1er juillet 1971.  A Kleinochsenfurt vivent plus de 1 000 habitants.

### Tückelhausen
Tückelhausen se trouve au sud-ouest d'Ochsenfurt et est habité par environ 300 personnes. Le village remonte au monastère des Prémontrés du XIIe siècle devenu au XIVe siècle la chartreuse de Tückelhausen remaniée au XVIIe siècle et au XVIIIe siècle. L'église date du XVIIIe siècle. Avec la sécularisation de 1803, le monastère est dissous, les cellules les moines sont transformées en appartements. L'ancienne chartreuse, remarquable témoignage du monachisme franconien, est en grande partie préservée et abrite dans une partie un musée des Chartreux. Le village de Tückelhausen a été intégré à la commune d'Ochsenfurt le 1er juillet 1972.

### Zeubelried
Zeubelried se trouve au nord d'Ochsenfurt et est habité par environ 200 habitants. Le village a été incorporé le 1er juillet 1971. Connu dans la région, le "Linsenspitzer-Fest", se tient chaque année le 3e week-end d'août. Il est organisé par les pompiers volontaires célèbre groupe local "Die Zeubelrieder.

## Éducation
- Grundschule Ochsenfurt
- Grundschule Goßmannsdorf
- Volksschule Ochsenfurt (Hauptschule)
- Realschule am Maindreieck
- Berufsschule Ochsenfurt - Kitzingen
- Staatl. Berufsfachschule für Kinderpflege
- Staatl. Berufsfachschule für Hauswirtschaft
- VHS Volkshochschule Ochsenfurt
- Bibliothèque municipale

## Attractions touristiques

### Monuments

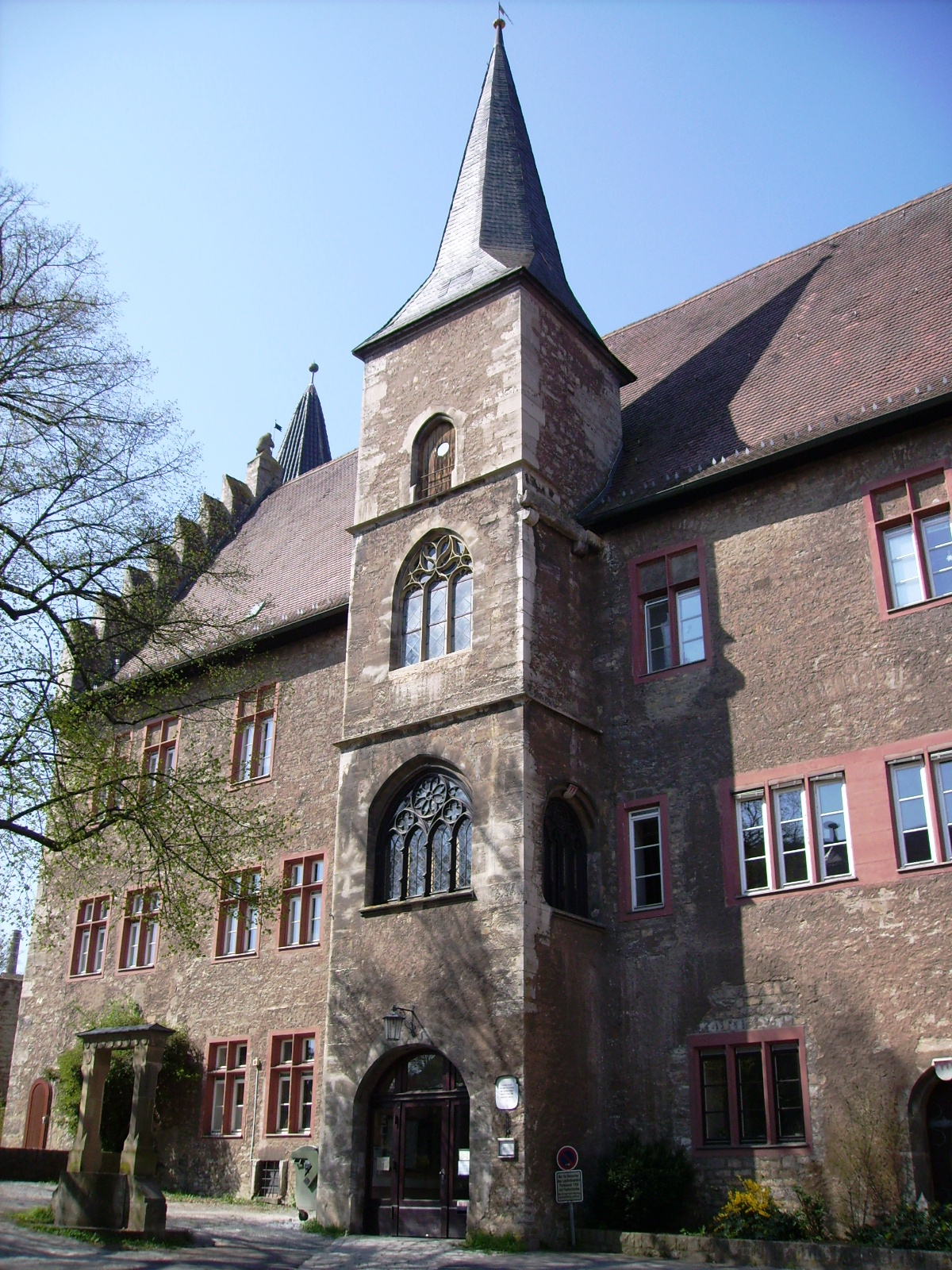

- Nouvel Hôtel de Ville avec son horloge lunaire
- Ancien Hôtel de Ville avec pilori
- Église paroissiale Saint-André avec un Saint Nicolas de Tilman Riemenschneider
- La chapelle Saint-Michel
- Kastenhof
- Fortifications avec de nombreuses tours
- Ancienne chartreuse de Tückelhausen (XIe-XIVe siècles avec parties baroques), à côté de la ville

### Pont du Main

#### L'ancien pont sur le Main

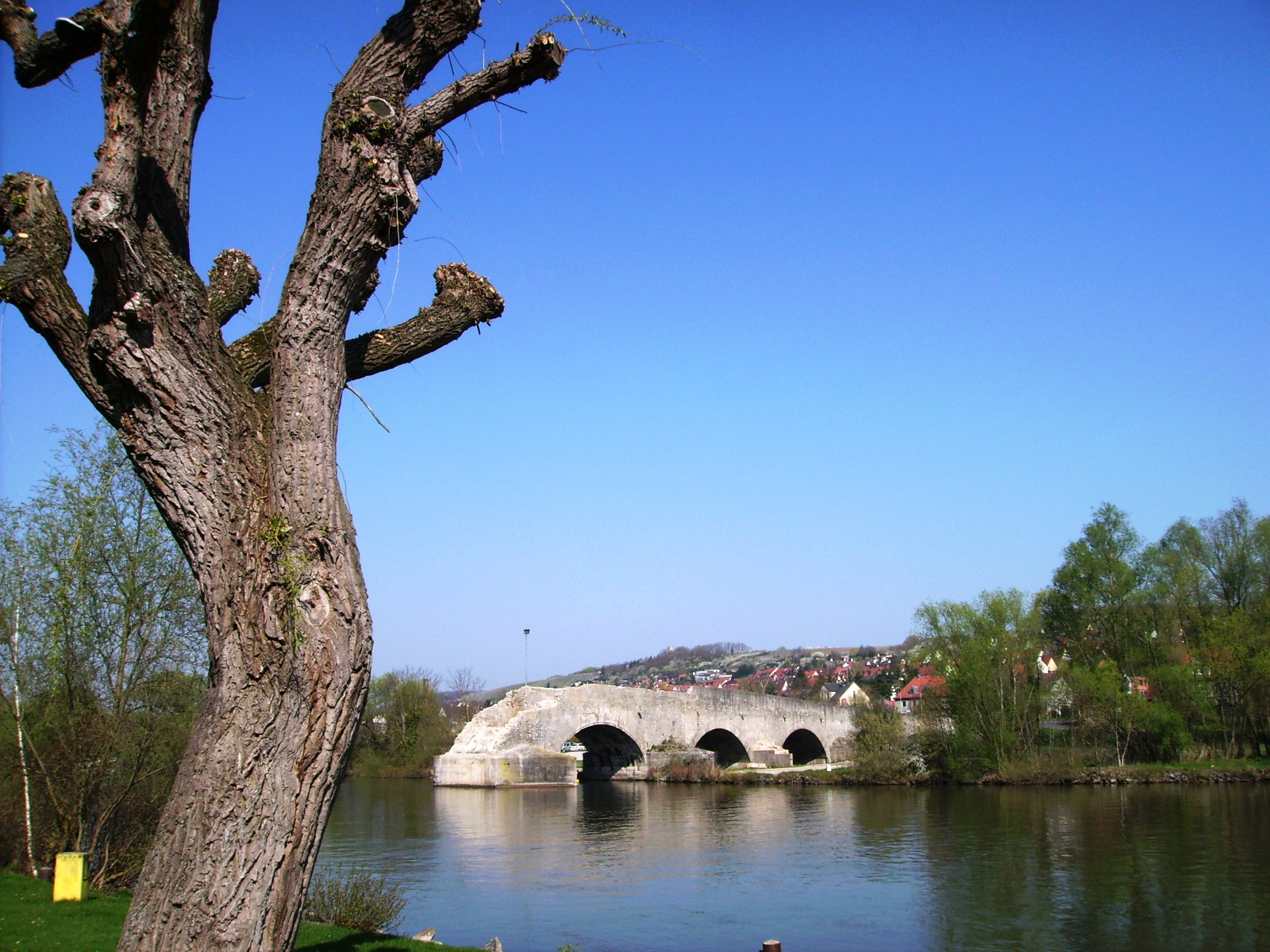
L'ancien pont du Main, section centrale démolie.

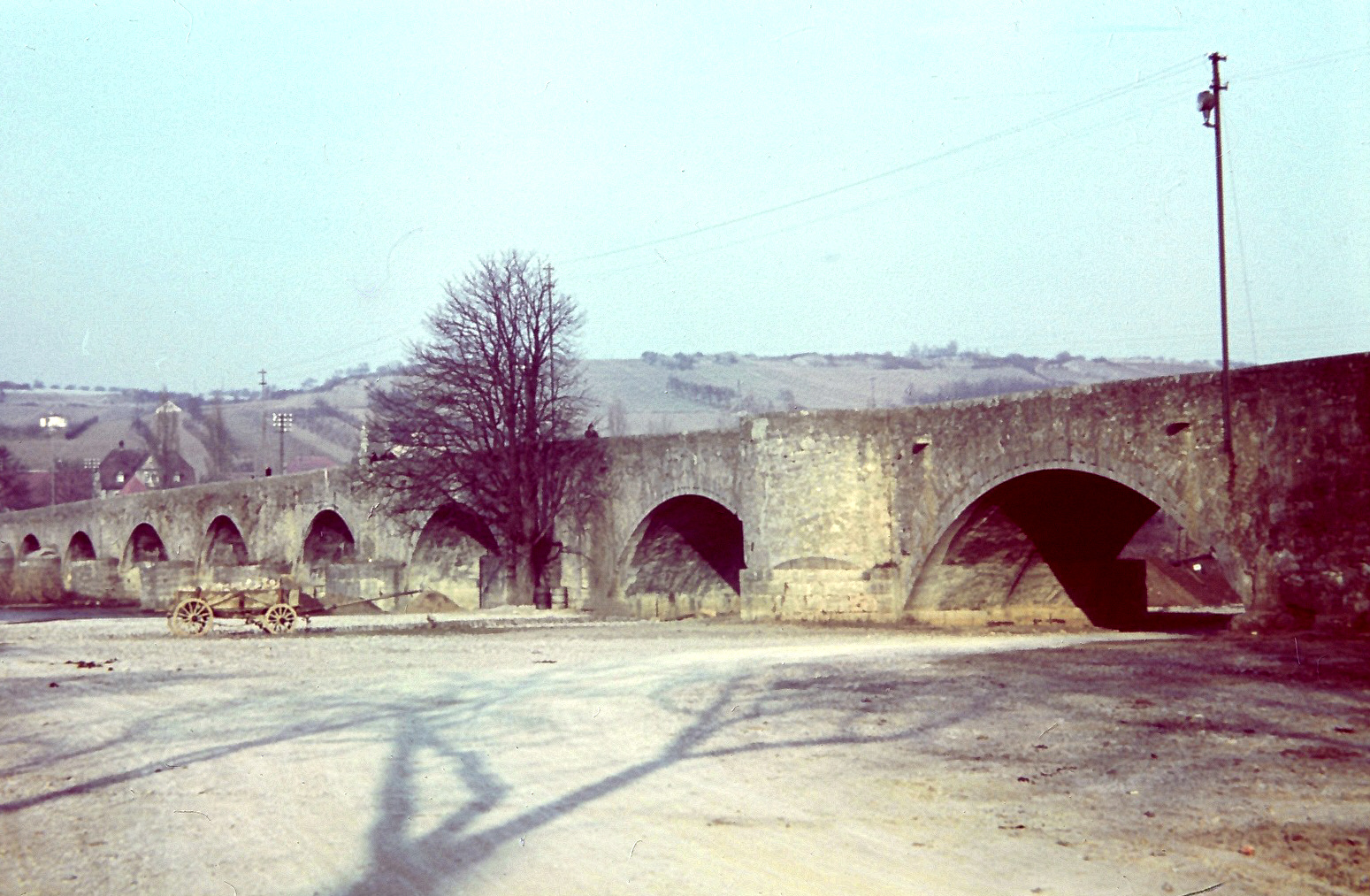
L'ancien pont du Main (1939).

L'ancien pont sur le Main a été construit entre 1512 à 1519. Il se composait d'environ 13 arches reposant sur des piliers en pierre. Certaines arches avaient été détruites en 1866 par les Prussien lors de la guerre les opposant à la Bavière, et avaient ensuite été restaurées. Le 31 mars 1945, face à l'avancée des Américains, les Allemands font sauter le pont.
Durant l'après-guerre, le pont est rétabli : des arches supplémentaires de la section centrale sont détruites, et la partie centrale du pont est remplacée par une arche unique en béton plus haute que les anciennes afin de permettre le passage d'un trafic maritime plus important. Les arches latérales des différentes époques ont elles été conservées. Le pont s'étant délabré, il a dans un premier temps été mis à sens unique, pour être totalement fermé à la circulation et aux piétons en septembre 2006.   
En avril 2007, la section centrale en béton armée est démantelée ; l'état du pont est depuis resté inchangé.

#### Nouveau pont du Main
Depuis 1954, l'ancien Pont du Main est suppléé par un nouveau pont qui prend, entre autres, en charge le trafic de Bundesstraße 13. Son état laissant aussi à désirer, en 2010, le pont devrait être détruit puis remplacé par un nouvel édifice sur le même emplacement. Pour les piétons et les cyclistes, un ferry, la Nixe, est mis en place en aval de l'ancien pont.

#### Pont de Goßmannsdorf
Après plus de trois ans de travaux, le pont de Goßmannsdorf est ouvert à la circulation en décembre 2009. Il relie les orsteils Kleinochsenfurt et Goßmannsdorf. Il est également supposé de détourner la circulation pendant la reconstruction des deux autres ponts.

### Les tours d'Ochsenfurt
- Taubenturm : ancien pigeonnier, fait partie des remparts médiévaux.
- Klingentorturm : anciennement une prison, aujourd'hui une auberge de jeunesse.
- Dickem Turm & Nikolausturm.
- Pulverturm : ancien dépôt de munitions et prison, aujourd'hui utilisée par les Boy Scouts locaux.
- Oberer Torturm : tour massive, située à l'entrée de la vieille ville.

### Les lieux de culte
- Église paroissiale St. Andreas (catholique)
- Chapelle de Michael (catholique)
- Kreuzkirche, une ancienne église d'hôpital (catholique)
- Chapelle Wolfgang (catholique)
- Sainte-Thècle (Bärental / Lindhart) (catholique)
- Maria-Schnee (Sainte-Marie-au-Neige) (Kleinochsenfurt) (catholique)
- St. Burkard (Westsiedlung) (catholique)
- Église de Tückelhausen, ancienne chartreuse (catholique) à une vingtaine de kilomètres
- Christuskirche (protestant)
- Johanneskirche (Erlach) (évangélique)
- Neuapostolische Kirche (église néo-apostolique)

## Clubs de la ville

### Clubs sportifs
- Sportverein Kleinochsenfurt 1929/49 e. V.
- Turnverein Ochsenfurt 1862 e.V. (TVO)
- FC Ochsenfurt, 1.FCO (depuis 1919) (football masculin uniquement)
- Sportverein 1972 Ochsenfurt, SV 72 (football féminin et masculin uniquement)
- Ochsenfurter Ruderverein
- Tennis-Club Rot-Weiß Ochsenfurt
- Sportfischerverein Ochsenfurt und Umgebung (depuis le 22 janvier 1951)
- Schützengesellschaft Ochsenfurt, SGO (depuis 1443, nouvelle fondation en 1968)
- Kegel-Club Eintracht
- SV Erlach
- SSV Ochsenfurt-Tückelhausen

### Autres clubs
- 1. Ochsenfurter Carnevals Club 1989
- Deutsche Pfadfinderschaft Sankt Georg (DPSG), Stamm Konradin Ochsenfurt (depuis 1951)
- Kolpingsfamilie Ochsenfurt
- Freiwillige Feuerwehr Ochsenfurt
- Zweigstelle Christoph 18 der Deutschen Rettungsflugwacht (DRF)
- Bundesanstalt Technisches Hilfswerk (THW) Ortsverband Ochsenfurt

## Personnalités

### Naissances à Ochsenfurt
- Ulsamer Adam (1795-), médecin, professeur d'obstétrique à Landshut.
- Joseph Roß (1836-1923), homme politique.
- Manfred Ragati (1938-), avocat allemand.
- Karl Hillenbrand (1950-2014), prêtre catholique allemand, vicaire général du diocèse de Wurtzbourg.
- Volkhard Rührig (1953-1990), joueur d'échecs allemand.
- Lehrieder Paul (1959-), homme politique allemand (CSU).
- Klaus Ott (1959-), journaliste allemand.
- Christian Reichert (1971-), guitariste classique allemand.
- Peter Freitag (1972-), artiste allemand.
- Tomas orale (1973-), entraîneur de football.
- Robert Garrett (1977-), joueur de l'équipe nationale allemande de basket.